# Abolicionismo (derechos de los animales)
El abolicionismo o veganismo abolicionista es la oposición basada en los derechos de los animales a todo uso animal por parte de los humanos. El abolicionismo sostiene que todos los seres sintientes, humanos o no humanos, comparten un derecho básico: el derecho a no ser tratados como propiedad de otros. Los veganos abolicionistas enfatizan que los productos animales requieren tratar a los animales como propiedades o recursos y que los productos animales no son necesarios para la salud humana en las sociedades modernas. Los abolicionistas creen por lo tanto que todo el que pueda llevar un modo de vida vegano está moralmente obligado a ello.
Los abolicionistas no están de acuerdo con la estrategia que se utilizará para lograr la abolición. Mientras que algunos abolicionistas, como el profesor de derecho Gary Francione, argumentan que los abolicionistas deberían crear conciencia sobre los beneficios del veganismo (destacando también los beneficios para la salud y el medio ambiente) y educar a la gente sobre el hecho de que el veganismo es un imperativo moral, otros creen que los abolicionistas deben expresar en la sociedad la demanda de que se prohíba la explotación animal y crear un debate social sobre este tema y, al hacerlo, no deben usar argumentos ambientales o de salud.
Los abolicionistas generalmente se oponen a movimientos que buscan hacer el uso de animales más humano (más compasivo) o abolir formas específicas de uso de animales, ya que creen que esto socava el movimiento para abolir todas las formas de uso animal. El objetivo es asegurar un cambio de paradigma moral y legal, por el cual los animales ya no se consideren como cosas que se deben poseer y usar. El filósofo estadounidense Tom Regan escribe que los abolicionistas quieren jaulas vacías, no más grandes. Esto contrasta con el llamado bienestarismo, que suele compartir el ideal abolicionista pero prefiere luchar por reformas graduales, lo que algunos abolicionistas consideran contraproducente.

## Conceptos

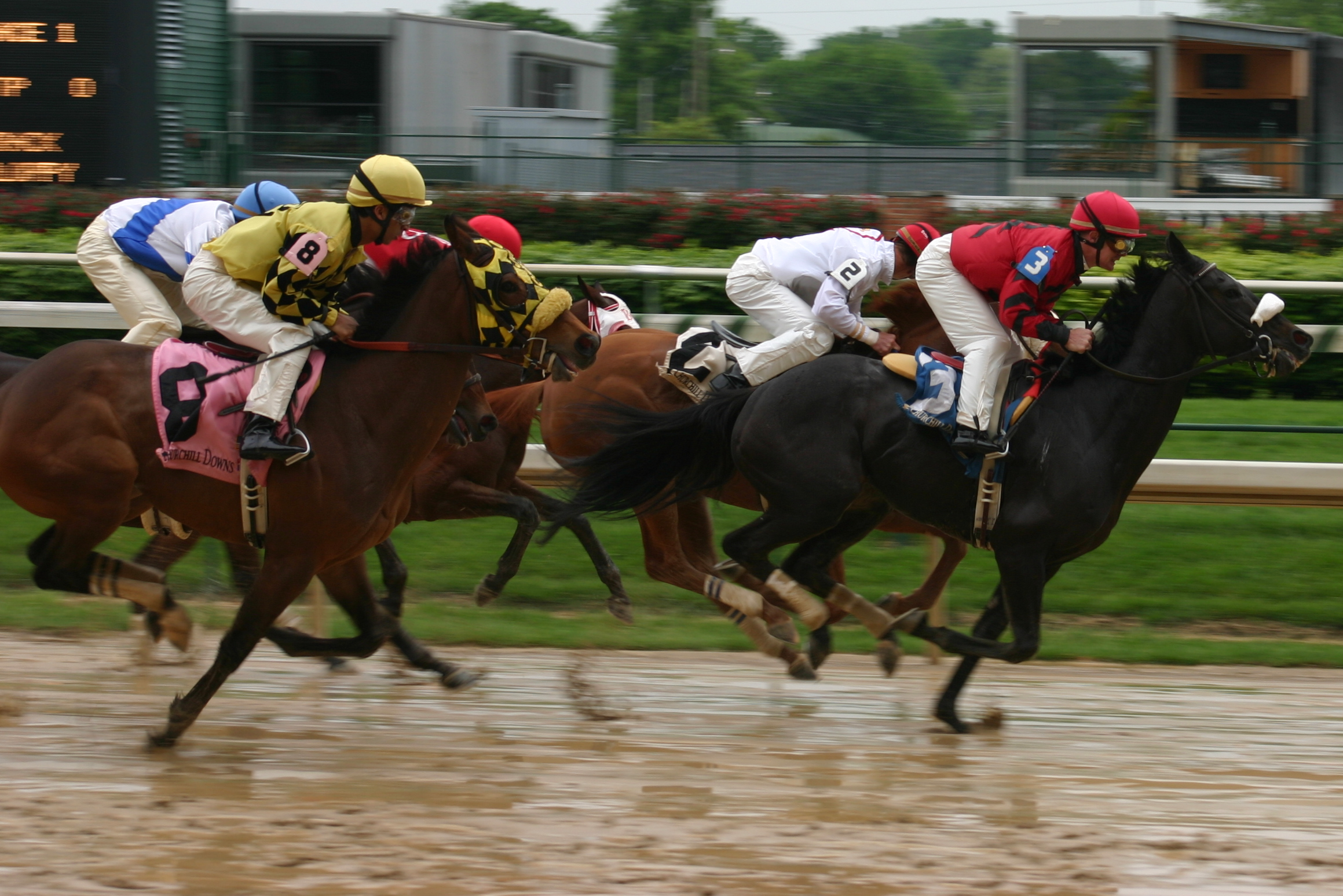
Carrera de caballos en "Churchill downs"

La palabra se relaciona con el término histórico abolicionismo que fue un movimiento social para terminar con la esclavitud o la propiedad humana de otros humanos.
Gary Francione, profesor de derecho y filosofía en la Facultad de Derecho de la Universidad Rutgers, argumenta desde la perspectiva abolicionista que los grupos auto descritos de derechos de los animales que persiguen preocupaciones de bienestar animal, como PETA, corren el riesgo de hacer que el público se sienta cómodo con el uso de los animales. Por ejemplo el fomentar el consumo de carne ecológica o huevos ecológicos haría que el consumidor sintiese que ya «está haciendo suficiente» por los animales y dejase de ser consicente de la explotación inherente al consumo de animales, más allá de las condiciones en las que son tratados. Llama a tales grupos los «nuevos bienestaristas», argumentando que, aunque su objetivo es el fin del uso animal, las reformas que persiguen son indistinguibles de las reformas aceptables para los bienestaristas tradicionales, que no tienen interés en abolir el uso animal. Sostiene que las campañas de reforma afianzan el estado de propiedad de los animales y validan la opinión de que los animales simplemente necesitan un mejor trato. En cambio, escribe, la opinión del público de que los animales pueden ser utilizados y consumidos debería ser cuestionada. Su posición es que esto debe hacerse promoviendo el veganismo ético. Otros piensan que esto debería hacerse creando un debate público en la sociedad. Algunos activistas pertenecientes a grupos como el Frente de Liberación Animal creen que la mejor forma de generar ese debate en la sociedad es mediante la acción directa de liberar animales.
Los nuevos bienestaristas argumentan que no existe una contradicción lógica o práctica entre el abolicionismo y el «bienestarismo». Los bienestaristas piensan que pueden estar trabajando para lograr la abolición, pero de forma pragmática y siguiendo pasos graduales, teniendo en cuenta lo que la mayoría de las personas son capaces de conceder a corto y a largo plazo y buscando qué sufrimiento es el más urgente de aliviar. PETA, por ejemplo, además de promover mejoras locales en el tratamiento de animales, promueve el vegetarianismo. Y aunque algunas personas pueden creer que cambiar el estado legal de los seres no humanos sintientes es un primer paso para abolir la propiedad o el maltrato, puede haber amplia evidencia de que este no es el caso si el público consumidor no ha comenzado a reducir o eliminar su explotación de los animales para su propio alimento.[cita requerida]

## Legislación
El derecho animal o legislación animalista es el cuerpo de derechos positivos y jurisprudencia cuyo objeto de derecho es la naturaleza —legal, social o biológico— de los animales. No se debe confundir esta doctrina jurídica con los derechos de los animales, que son una filosofía y movimiento sobre los derechos naturales de los animales.
El derecho animal varía en cada país, pero en términos generales se espera que siga —o al menos no contradiga— a la Declaración Universal de los Derechos de los Animales, proclamada por la Liga Internacional de los Derechos del Animal en 1978 y leída en la UNESCO. En términos de legislación comparada, los mayores referentes son la legislación inglesa, norteamericana y europea en general, pioneros en implementar la regulación jurídica de los animales.
El derecho animal incluye animales de compañía, fauna, animales empleados en el entretenimiento y animales criados para comida e investigación. La esfera emergente del derecho animal a veces se compara al movimiento del derecho medioambiental hace 30 años. El Animal Legal Defense Fund (Fundación de la Defensa Legal de Animales) fue fundado por la abogada Joyce Tischler en 1979 como la primera organización dedicada a la promoción de la esfera del derecho animal y usando el derecho para proteger las vidas y defender los intereses de animales.